# کارن آصلانیان
کارن یوری آصلانیان ارمنی: Կարեն Յուրիի Ասլանյան؛ زادهٔ ۲۲ ژوئیهٔ ۱۹۹۵ یک کشتی‌گیر اهل ارمنستان در وزن ۶۷ کیلوگرم رشته کشتی فرنگی است. وی سابقه حضور در المپیک ۲۰۲۰ توکیو را دارد.
از افتخارات وی می‌توان به کسب مدال برنز قهرمانی کشتی جهان ۲۰۲۴ اشاره کرد.

## فعالیت حرفه‌ای

### قهرمانی کشتی جهان ۲۰۲۴
اصلانیان در وزن ۶۳ کیلوگرم کشتی فرنگی قهرمانی کشتی جهان ۲۰۲۴ تیرانا شرکت کرد، او در مسابقه های اول و دوم لری ابولادزه از گرجستان و ویتالی اریومنکو از مولداوی را شکست داد اما در نیمه نهایی به نیهات ممدلی از آذربایجان باخت و به دیدار رده‌بندی رفت. وی در دیدار رده‌بندی ابومسلم آمایف از بلغارستان را شکست داد و مدال برنز را بدست آورد.